# شركة المسيلة التجارية
شركة المسيلة التجارية هي شركة كويتية ذات مسؤولية محدودة مملوكة بالكامل من قِبل مجموعة الملا تأسست عام 1972، التي أصبحت وكيلا لسيارات ميتسوبيشي في الكويت. وتشمل خدماتها بيع وخدمة السيارات والمركبات والمعدات الصناعية والالكترونيات الاستهلاكية.